# 123 Gariemore

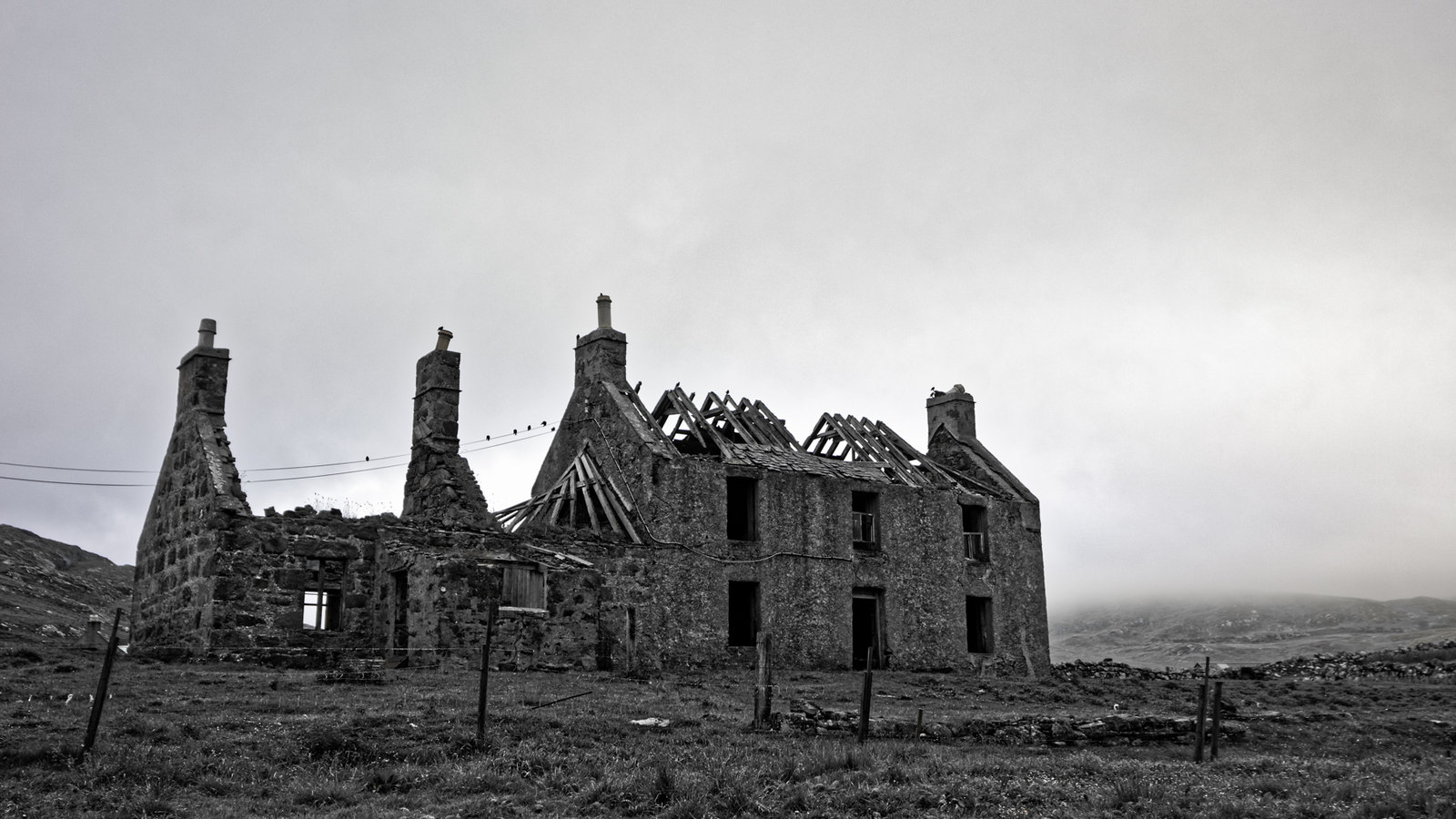
123 Gariemore

Unter der Adresse 123 Gariemore auf der schottischen Hebrideninsel Barra befindet sich ein ehemaliges Pfarrhaus. 1985 wurde das Gebäude in die schottischen Denkmallisten in der Kategorie C aufgenommen.

## Geschichte
Das Gebäude wurde im frühen 19. Jahrhundert oder um die Mitte des Jahrhunderts erbaut und diente als Pfarrhaus. Etwa seit 1950 steht es leer, und sein Zustand verschlechterte sich zusehends. 1997 wurde das Haus in das Register für gefährdete schottische Denkmäler aufgenommen. Zuletzt 2008 wurde das Gebäude als unverändert und leerstehend beschrieben. Der Gesamtzustand wird als sehr schlecht und die Gefährdung als kritisch eingestuft. Es steht offen und ist für Tiere bis ins Obergeschoss zugänglich.

## Beschreibung
Die symmetrisch aufgebaute Vorderfront des zweistöckigen Gebäudes weist nach Süden. Die einfachen Sprossenfenster sind entlang der Harl-verputzten Fassade in drei vertikalen Achsen angeordnet. Die Eingangstür befindet sich mittig und schließt mit einem einfachen kleinen Oberlicht ab. Es sitzt ein schiefergedecktes Satteldach mit Schornsteinen an den Giebelflächen und kleinen Dachfenstern auf. Das Treppenhaus befindet sich in einem mittig aus der Rückseite hervortretenden Treppenturm, der mit einem Walmdach abschließt. Links schließt ein einstöckiger Flügel mit drei Fensterachsen an.